# Забайкальський край
Забайка́льський край (рос. Забайка́льский край) — суб'єкт Російської Федерації, входить до складу Далекосхідного федерального округу.
Адміністративний центр — Чита.
Межує з Амурською і Іркутською областями, республіками Бурятія і Якутія, має зовнішній кордон з Китаєм і Монголією.
Утворений 1 березня 2008 р. в результаті об'єднання Читинської області і Агінського Бурятського автономного округу.

## Географія

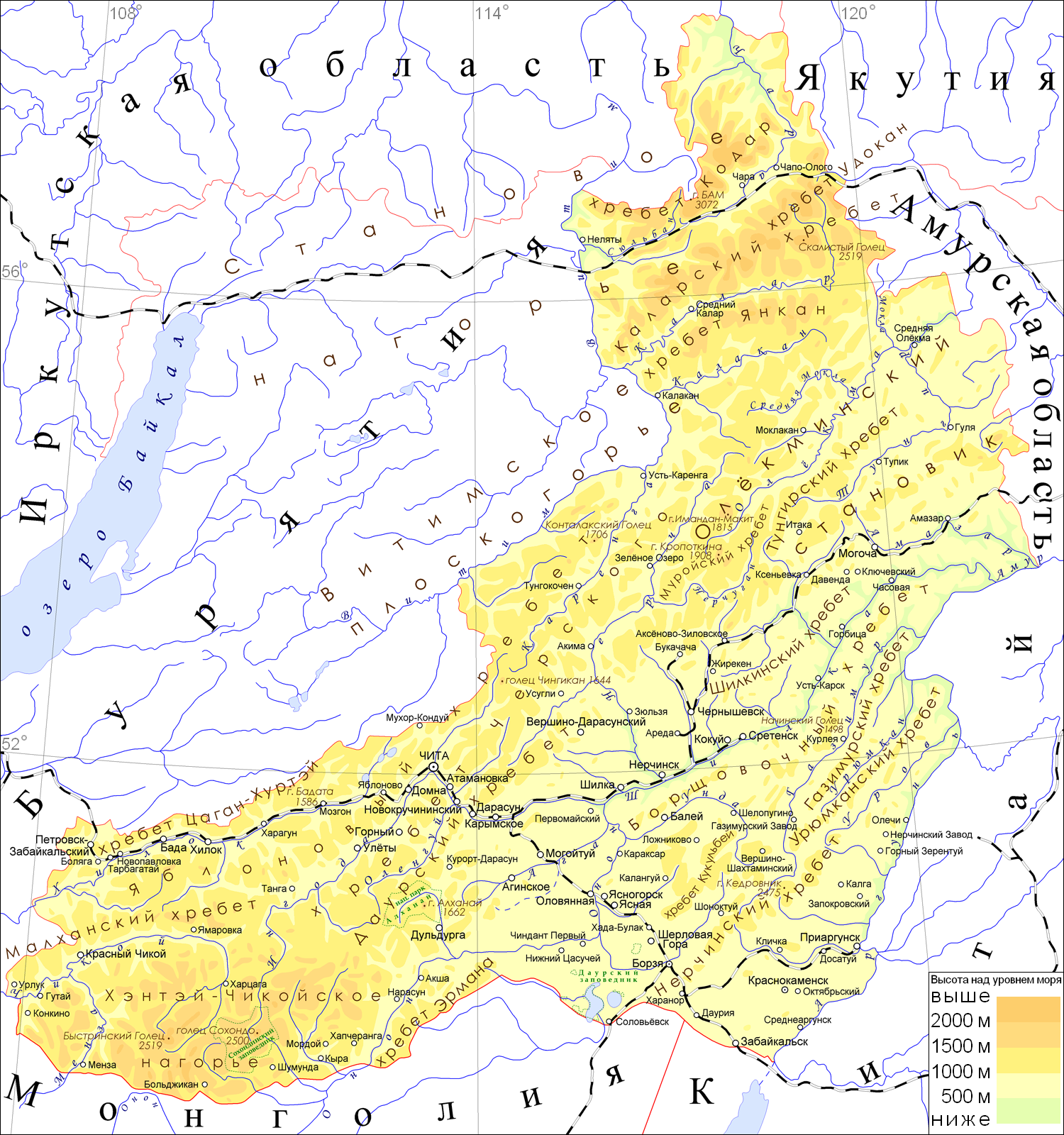
Фізична мапа

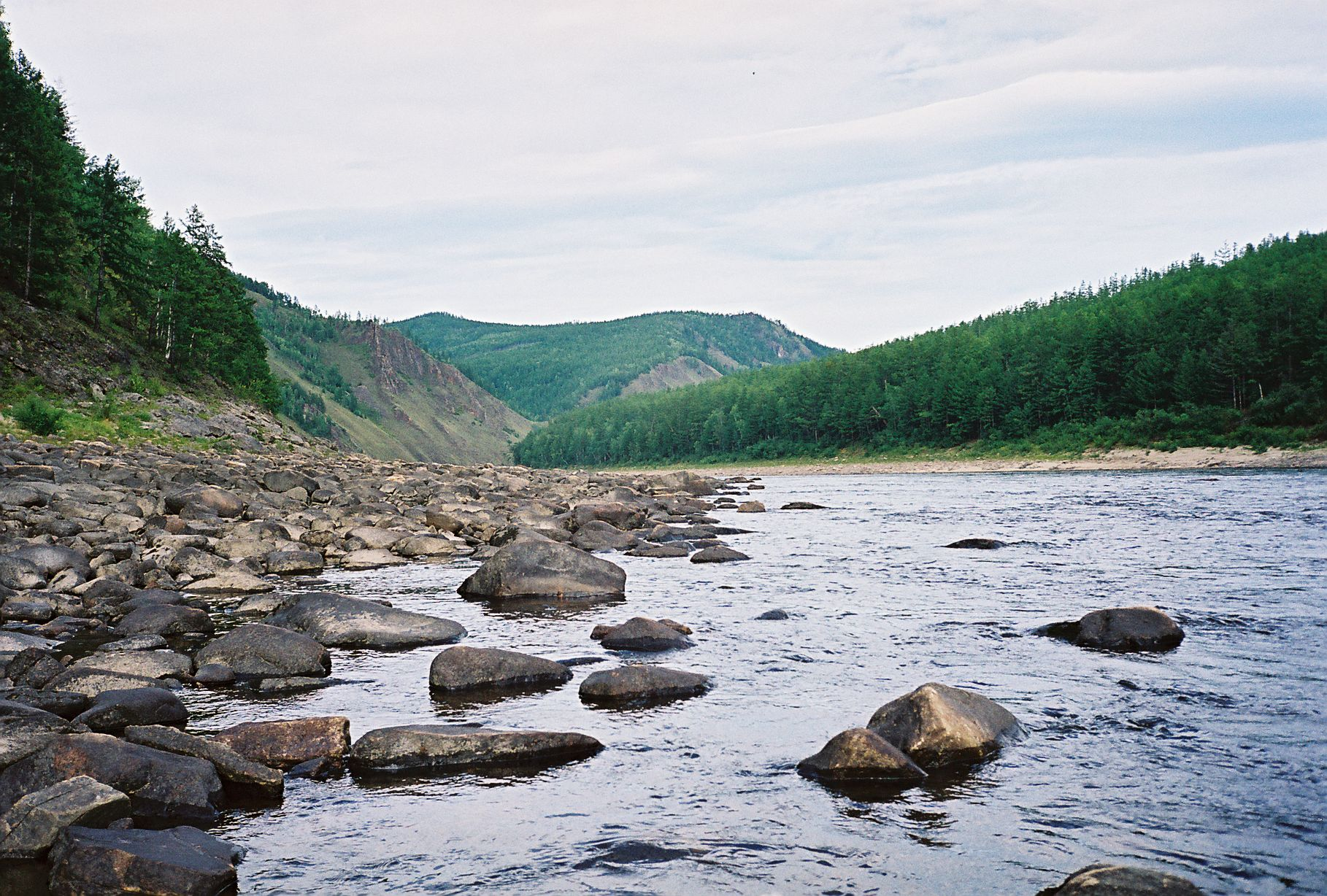
Річка Калар

### Географічне положення
Край займає південний схід Східного Сибіру, який частіше іменують Забайкаллям.
Площа Забайкальського краю становить 431,5 тис. км², що трохи менше площі таких держав (окремо), як Швеція, Марокко, Узбекистан, але більш ніж Японія, Італія або ФРН.

### Гідрографія
Основні річки: Шилка і Аргунь (витоки Амура), Хілок і Чикой (притоки Селенги), Олекма і Вітім (притоки Лени).

### Природа
Рослинний світ відрізняється великою різноманітністю. Це пов'язано з складністю геологічної будови, різноманітністю природних умов, тривалою історією розвитку.
Гірський рельєф, що створює різноманітність місць проживань, сприяв збереженню в екологічних нішах реліктів різних геологічних часів. Збереженню їх сприяла відсутність суцільного покривного заледеніння. Корінний зональний рослинний покрив території утворений степовими, лісовими і високогірними рослинними співтовариствами.
При просуванні з південного сходу на північний захід слідують три широтні зони: степова, лісостепова, лісова або тайгова.

### Біосферні заповідники
Забайкальський край, завдячуючи особливій біосферній значущістю його природних комплексів, має два державні біосферні заповідники — Сохондінський і Даурський. Території відносяться до IX міжнародної категорії. Тут зберігаються особливі умови проживання або зростання рідкісних або унікальних видів рослин і тварин.
На півночі краю передбачається створити Кодарський національний парк, в периферійній частині басейну озера Байкал — Чикойський національний парк. У травні 1999 р. створений національний парк Алханай в Агінському Бурятському автономному окрузі. Вивчаються можливості створення Саханайського і Адун-Челонського національних парків. По міжнародній класифікації національні парки відносяться до ХІ категорії і є для більшості країн, що володіють можливостями для виділення і збереження таких територій, іноді основним засобом економічного розвитку.

### Корисні копалини
Промислові запаси заліза, вугілля, молібдену, вольфраму, золота, свинцю, цинку, флюориту, будівельних матеріалів. Крупні родовища — Удоканське мідне, Бугдаїнське молібденове, Ново-Широкінське золотополіметалічне, розвідані 16 поліметалічних родовищ (Спаське, Октябрське, Сєверо-Акатуєвське, Савінське 5, Трьохсвятительське і ін).
У кінці 1950-х — середині 1960-х років на території краю були розвідані Удоканське родовище міді, Бугдаїнське і Жірекенське родовища молібдену, Спокойнінське, Орловське і Етикинське рідкометальне, унікальне Стрельцовське родовище урану. Останнє стало сировинною базою для будівництва крупного Приаргунського гірничо-хімічного комбінату і міста Краснокаменська. У 1950-х роках завершена розвідка унікальної за якістю сировини Усуглинського, а також найбільшого в Забайкаллі Гарсонуйського родовищ флюориту.

#### Уранові родовища
- У вересні 2006 — ВАТ «ТВЕЛ» отримало право на розробку уранових родовищ Аргунське і Жерлове
- 8 лютого 2007 — ВАТ «Техснабекспорт» виграло конкурс на розробку уранових родовищ Березове і Горне.

Запаси на Березовому родовищі по категорії С2 становлять 3,05 млн т руди і 3481 т урану при середньому вмісті урану в руді 0,114 %. При цьому прогнозні ресурси урану по категорії Р1 становлять 500 т. Запаси Горного родовища по категорії С1 становлять 394 тис. т руди і 1087 т урану, по С2 — 1,77 млн т руди і 4226 т урану. Прогнозні ресурси родовища категорії Р1 становлять 4800 т урану. Запаси Оловського родовища по категорії В+С1 становлять 14,61 млн т руди і 11 898 т урану.

## Населення
Населення краю — 1 155 300 осіб (2005). Щільність населення — 2,6 осіб/км² (2005), питома вага міського населення — 63,4 % (2005).
Національний склад населення:
| Народ    | Чисельність. (%) (* [Архівовано 24 січня 2012 у WebCite]) |
| -------- | --------------------------------------------------------- |
| Росіяни  | 1 037 502 осіб (89,80 %)                                  |
| Буряти   | 70 457 осіб (6,1 %)                                       |
| Українці | 11 843 осіб (1,03 %)                                      |

## Адміністративно-територіальний поділ

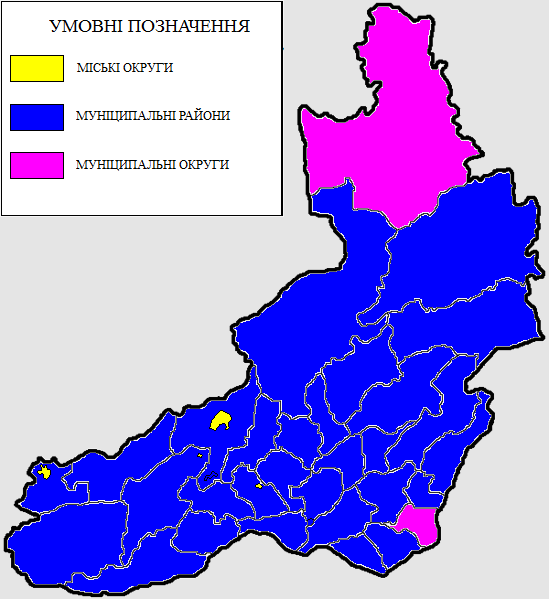
Типи муніципальних утворень Забайкальського краю

Станом на 2021 рік Забайкальський край поділяється на 4 міських округи, 2 муніципальні округи та 31 муніципальний район:
| № п/п | Район, округ, міський округ            | Площа, км² | Населення, осіб (2002) | Населення, осіб (2010) | Населення, осіб (2021) | Адміністративний центр   | Поселення | Населені пункти |
| ----- | -------------------------------------- | ---------- | ---------------------- | ---------------------- | ---------------------- | ------------------------ | --------- | --------------- |
| 1     | Агінський район                        | 6071,04    | 17694                  | 18687                  | 16322                  | Агінське                 | 13        | 27              |
| 2     | Акшинський район                       | 7434,83    | 12080                  | 10682                  | 8740                   | Акша                     | 12        | 15              |
| 3     | Александрово-Заводський район          | 7132,29    | 10844                  | 8726                   | 6909                   | Александровський Завод   | 13        | 27              |
| 4     | Балейський район                       | 4910,91    | 24517                  | 20500                  | 16964                  | Балей                    | 10        | 32              |
| 5     | Борзинський район                      | 8848,42    | 56683                  | 51647                  | 46731                  | Борзя                    | 17        | 26              |
| 6     | Газімуро-Заводський район              | 14423,18   | 9578                   | 9407                   | 8356                   | Газімурський Завод       | 9         | 30              |
| 7     | Дульдургинський район                  | 7185,72    | 15316                  | 15350                  | 14152                  | Дульдурга                | 10        | 25              |
| 8     | Забайкальський район                   | 5253,65    | 20343                  | 20485                  | 20962                  | Забайкальськ             | 8         | 11              |
| 9     | Калганський район                      | 3232,60    | 10246                  | 8771                   | 7170                   | Калга                    | 11        | 16              |
| 10    | Каримський район                       | 8005,35    | 37920                  | 37161                  | 34260                  | Каримське                | 13        | 28              |
| 11    | Киринський район                       | 16048,29   | 16016                  | 13650                  | 11712                  | Кира                     | 14        | 21              |
| 12    | Краснокаменський район                 | 5327,57    | 65907                  | 64597                  | 57428                  | Краснокаменськ           | 10        | 14              |
| 13    | Красночикойський район                 | 28295,48   | 21576                  | 19453                  | 17376                  | Красний Чикой            | 15        | 48              |
| 14    | Могойтуйський район                    | 6269,46    | 27386                  | 27463                  | 25089                  | Могойтуй                 | 15        | 39              |
| 15    | Могочинський район                     | 25322,86   | 27225                  | 25508                  | 23611                  | Могоча                   | 7         | 32              |
| 16    | Нерчинський район                      | 5435,26    | 30694                  | 28455                  | 26665                  | Нерчинськ                | 15        | 36              |
| 17    | Нерчинсько-Заводський район            | 9032,03    | 12556                  | 10782                  | 8798                   | Нерчинський Завод        | 14        | 24              |
| 18    | Олов'яннинський район                  | 6086,78    | 49426                  | 43494                  | 34256                  | Олов'янна                | 19        | 40              |
| 19    | Ононський район                        | 5994,18    | 13614                  | 11199                  | 9119                   | Нижній Цасучей           | 11        | 23              |
| 20    | Петровськ-Забайкальський район         | 8958,05    | 21110                  | 19351                  | 16565                  | Петровськ-Забайкальський | 13        | 28              |
| 21    | Стрітенський район                     | 15739,45   | 27524                  | 23311                  | 20875                  | Стрітенськ               | 14        | 44              |
| 22    | Тунгіро-Ольокминський район            | 42859,40   | 1643                   | 1432                   | 1328                   | Тупик                    | 2         | 5               |
| 23    | Тунгокоченський район                  | 51448,43   | 14207                  | 12685                  | 11057                  | Верх-Усуглі              | 7         | 17              |
| 24    | Ульотівський район                     | 16166,66   | 21337                  | 18946                  | 17920                  | Ульоти                   | 10        | 25              |
| 25    | Хілоцький район                        | 14831,65   | 33434                  | 31760                  | 27260                  | Хілок                    | 12        | 32              |
| 26    | Чернишевський район                    | 12940,72   | 38146                  | 35019                  | 31763                  | Чернишевськ              | 18        | 41              |
| 27    | Читинський район                       | 15708,00   | 62221                  | 64642                  | 65987                  | Чита                     | 23        | 60              |
| 28    | Шелопугінський район                   | 4364,55    | 9773                   | 8369                   | 6443                   | Шелопугіно               | 8         | 25              |
| 29    | Шилкинський район                      | 6074,09    | 47453                  | 43194                  | 38291                  | Шилка                    | 14        | 43              |
| 1     | Каларський округ                       | 56691,80   | 9785                   | 9051                   | 7587                   | Нова Чара                | -         | 9               |
| 2     | Приаргунський округ                    | 5185,60    | 26959                  | 21831                  | 18921                  | Приаргунськ              | -         | 31              |
| 1     | Агінський міський округ                | 65,00      | 11817                  | 15667                  | 18392                  | Агінське                 | -         | 2               |
| 2     | Горненський міський округ              | 6,20       | 9761                   | 12341                  | 9979                   | Горний                   | -         | 1               |
| 3     | Петровськ-Забайкальський міський округ | 300,00     | 21164                  | 18549                  | 15626                  | Петровськ-Забайкальський | -         | 1               |
| 4     | Читинський міський округ               | 534,00     | 316643                 | 324444                 | 350861                 | Чита                     | -         | 1               |

## Найбільші населені пункти
Населені пункти з населенням понад 10 тисяч осіб:
| №  | Населений пункт          | Населення, осіб (2002) | Населення, осіб (2010) | Населення, осіб (2021) |
| -- | ------------------------ | ---------------------- | ---------------------- | ---------------------- |
| 1  | Чита                     | 316643                 | 324444                 | 350861                 |
| 2  | Краснокаменськ           | 55920                  | 55666                  | 51451                  |
| 3  | Борзя                    | 31460                  | 31379                  | 29387                  |
| 4  | Агінське                 | 11717                  | 15596                  | 18335                  |
| 5  | Петровськ-Забайкальський | 21164                  | 18549                  | 15626                  |
| 6  | Нерчинськ                | 15748                  | 14959                  | 14648                  |
| 7  | Забайкальськ             | 10210                  | 11769                  | 13293                  |
| 8  | Могоча                   | 13282                  | 13258                  | 12992                  |
| 9  | Чернишевськ              | 13031                  | 13359                  | 12834                  |
| 10 | Каримське                | 12440                  | 13037                  | 12771                  |
| 11 | Шилка                    | 14748                  | 13947                  | 12339                  |
| 12 | Шерлова Гора             | 14623                  | 12489                  | 11592                  |
| 13 | Первомайський            | 13098                  | 12154                  | 11343                  |
| 14 | Могойтуй                 | 8586                   | 10231                  | 10738                  |
| 15 | Балей                    | 14797                  | 12533                  | 10630                  |
| 16 | Хілок                    | 11152                  | 11539                  | 10320                  |
| 17 | Атамановка               | 9463                   | 10381                  | 10148                  |
| 18 | Новокручинінський        | 9817                   | 10166                  | 10075                  |

## Утворення Забайкальського краю
Попередня робота по об'єднанню Читинської області і Агінського Бурятського автономного округу була почата на рівні влади регіонів в квітні 2006 року. Губернатор Читинської області Равіль Геніатулін, голова адміністрації АБАО Баїр Жамсуєв, глави регіональних парламентів Анатолій Романов і Даши Дугаров поводилися з листом до Президента Росії Володимира Путіна, і 17 листопада 2006 року він підтримав цю ініціативу.
Референдум про об'єднання відбувся 11 березня 2007 року. У Читинській області відповіли «Так» на питання:
«Чи згодні ви, щоб Читинська область і Агінський Бурятський автономний округ об'єдналися в новий суб'єкт Російської Федерації — Забайкальський край, у складі якого Агінський Бурятський автономний округ буде адміністративно-територіальною одиницею з особливим статусом, визначуваним статутом краю відповідно до законодавства Російської Федерації?»
90,29 % (535 045 виборців), проти висловилося 8,89 % (52 698). У референдумі взяло участь 72,82 % виборців Читинської області. У Агінському Бурятському автономному окрузі за об'єднання висловилося 94 % (38 814 виборців), проти — 5,16 % (2 129 виборців), у референдумі взяло участь 82,95 % виборців округу.
23 липня 2007 року Президент Росії Володимир Путін підписав федеральний конституційний закон «О утворення у складі Російської Федерації нового суб'єкта Російської Федерації в результаті об'єднання Читинської області і Агінського Бурятського автономного округу», прийнятий Державною Думою 5 липня 2007 р. і схвалений Радою Федерації 11 липня 2007 р.
12 жовтня 2008 р. будуть проведені вибори депутатів Законодавчих зборів Забайкальського краю першого скликання.
5 лютого 2008 року, депутатами Читинської обласної думи і Агінської окружної Думи був вибраний перший губернатор Забайкальського краю — Равіль Геніатулін.

## Оренда землі Китаєм
За повідомленнями преси, китайська компанія «Хуае Сінбан», яка знаходиться в провінції Чжецзян, підписала з урядом Забайкальського краю договір про передачу в оренду 115 тис. га землі на 49 років. Китайці будуть вирощувати там ріпак та інші сільськогосподарські культури.
Обсяг китайських інвестицій повинен скласти близько 24 мільярдів рублів. Серед умов договору — не тільки передача в оренду цих земель, але потім, у разі успішної роботи протягом трьох років, ще 200 000 гектарів. При цьому журналісти посилаються на китайську газету «Женьмінь жибао», яка і оприлюднила новину. «Пустище знаходиться в Забайкаллі, протяжність його спільного кордону з півднем і південним сходом Китаю і Монголією становить 1500 км. За оголошеними розрахунками, оренда перелогових земель і пасовищ складе 250 рублів за гектар на рік, загальна сума за 49 років складе 176 млн юанів (близько 28 млн доларів)» Забайкальські електронні ЗМІ опублікували статтю з заголовком «Нас подарують Китаю?»